# Austria ai XVII Giochi olimpici invernali
L'Austria partecipò ai XVII Giochi olimpici invernali, svoltisi a Lillehammer, Norvegia, dal 12 al 27 febbraio 1994, con una delegazione di 80 atleti impegnati in dieci discipline.